# Красный Яр (Абайская область)
Красный Яр (каз. Қызылжар) — село в Бородулихинском районе Абайской области Казахстана. Административный центр Красноярского сельского округа. Находится примерно в 58 км к юго-востоку от районного центра, села Бородулиха. Код КАТО — 633851100.

## Население
В 1999 году население села составляло 608 человек (285 мужчин и 323 женщины). По данным переписи 2009 года, в селе проживало 478 человек (239 мужчин и 239 женщин).